# Кудашівка (річка)
Кудашівка — річка в Україні, у Тиврівському районі Вінницької області, права притока Південного Бугу (басейн Чорного моря).

## Опис
Довжина річки приблизно 11,5 км.

## Розташування
Бере початок на північній стороні від Гришівців. Тече переважно на північний схід через Шершні і на південно-східній околиці Сутиски впадає у річку Південний Буг.
Річку переимнає автомобільна дорога Т 0242.